# Навигационные расчётчики
Навигационные расчётчики — счётные инструменты (специальные линейки, планшеты), предназначенные для выполнения навигационных расчётов.

## СССР
Навигационная линейка 10 модели модернизированная (НЛ-10М — навигационный расчётчик, построенный по принципу логарифмической линейки и адаптированный для решения задач самолётовождения и навигации.
Навигационный расчётчик М. В. Калашникова (НРК) — счётный инструмент, предназначенный для выполнения навигационных расчётов при подготовке к полёту и в полёте. Наиболее распространенная модификация НРК-2. Аналог навигационной линейки НЛ-10М. За счёт применения круговых шкал более удобный для расчёта параметров ветра и угла сноса.
Ветрочёт — навигационный прибор, предназначенный для определения навигационных элементов путём моделирования навигационного треугольника скоростей по известным параметрам:
- истинной воздушной скорости;
- заданному путевому углу;
- курсовому углу ветра;
- скорости ветра.

Наколенный планшет лётчика модернизированный (НПЛ-М) — счётный прибор, закрепляемый ремнём на колене лётчика. Применялся в СССР в период 1920-1990-х годов.

## В мире

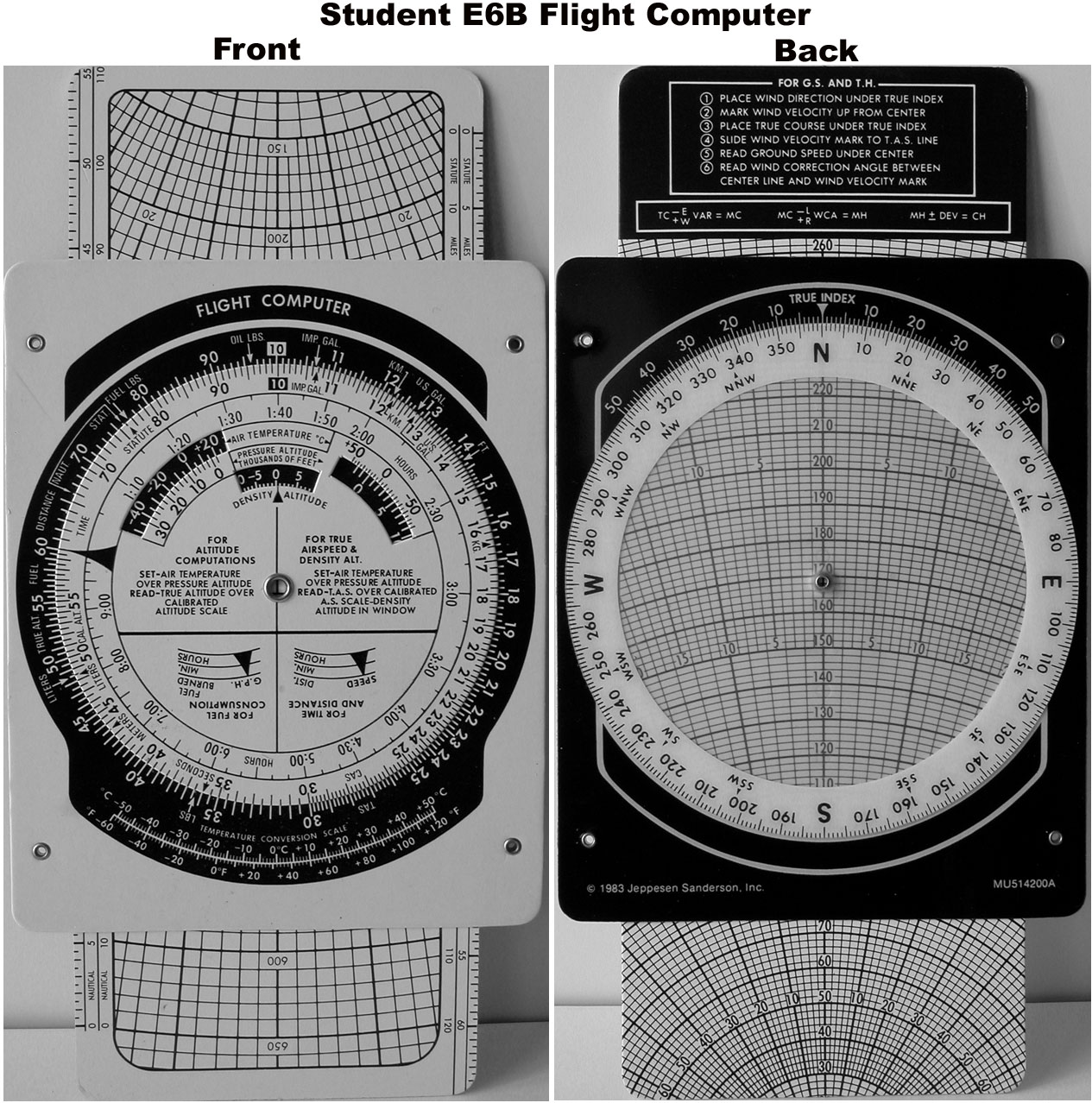
Навигационный расчётчик E6B[англ.]
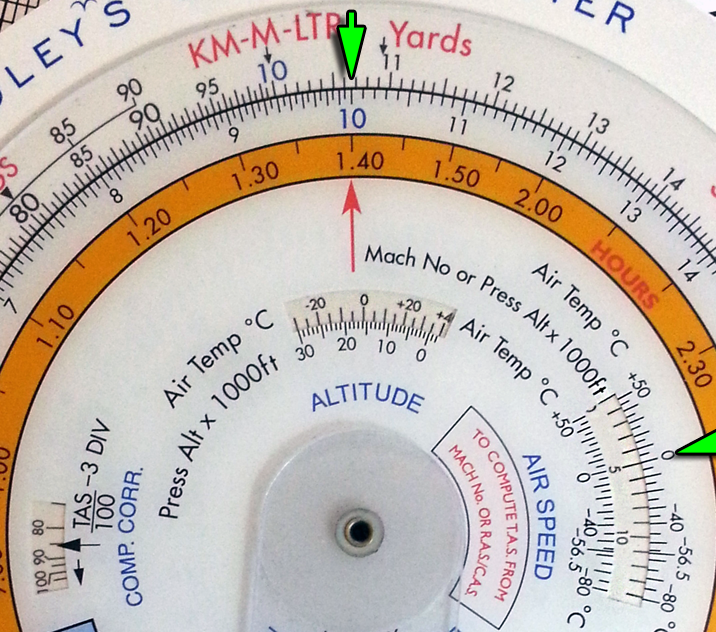
Перевод CAS в TAS на навигационном расчётчике CRP-5
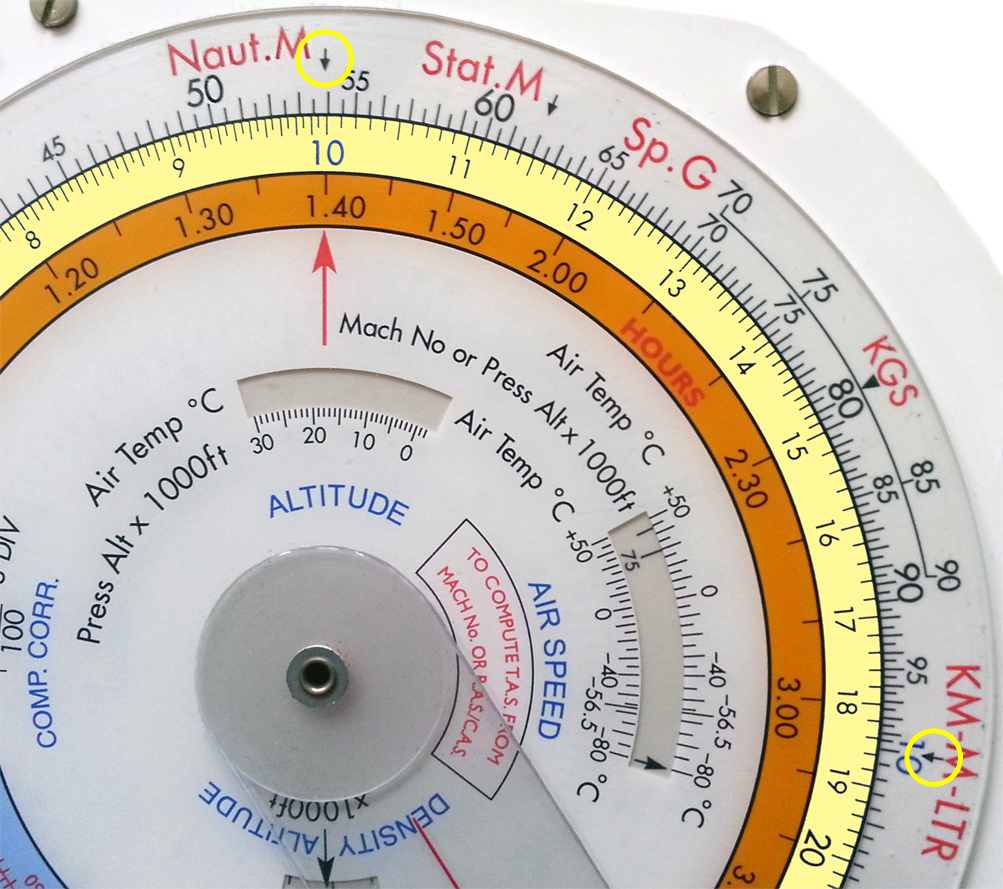
Перевод морских миль в километры на навигационном расчётчике CRP-5